# Братовчеди завинаги
„Братовчеди завинаги“ (на английски: Cousins for Life) е американски комедиен сериал, създаден от Кевин Копелоу и Хийт Сейфърт, който се излъчва по Nickelodeon от 24 ноември 2018 г. до 8 юни 2019 г. В сериала участват Скарлет Спенсър, Далас Дюпри Йънг, Мика Аби, Рон Джи и Ишмел Сахид.

## Актьорски състав
- Скарлет Спенсър – Айви
- Далас Дюпри Йънг – Стюарт
- Мика Аби – Лийф
- Рон Джи – Люис
- Ишмел Сахид – Кларк
- Джоли Хоанг-Рапопорт – Джема
- Лизи Грийн – Натали
- Роман Реджинс – Родни
- Ани ЛеБланк – себе си
- Савана Мей – Мариголд
- Даниела Монет – Дениз

## В България
В България сериалът започва излъчване по локалната версия на „Никелодеон“ през 2019 г. с български дублаж, записан в студио „Про Филмс“. В него участва Далия Георгиева.